# Jan Lohelius

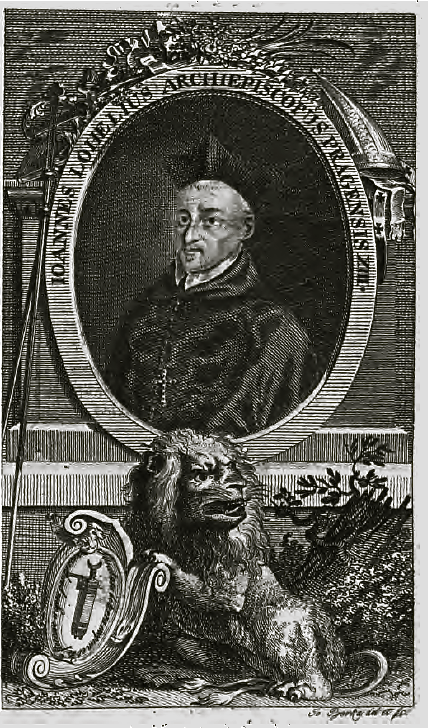
Erzbischof Jan Lohelius (Druck von 1794)

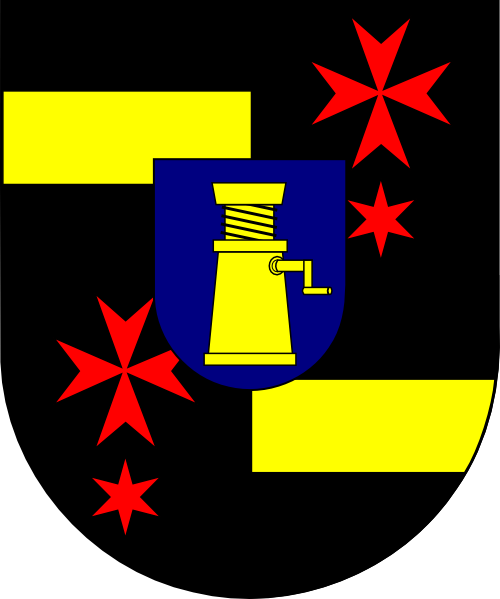
Wappen Johann Lohelius, Erzbischof von Prag

Johann Lohelius OPraem, auch Johann Lohel; tschechisch Jan Lohel, auch Jan z Lochenic; (* 1549 in Wogau bei Trebendorf, Elbogener Kreis; † 2. November 1622 in Prag) war Abt des Prämonstratenserklosters Strahov, Erzbischof von Prag und Primas von Böhmen sowie von 1612 bis 1622 Hochmeister der Kreuzherren mit dem Roten Stern.

## Leben
Der Sohn eines Fuhrknechts aus Wogau, das zur Pfarrei Nebanitz im Egerland gehörte, kam mit 13 Jahren als Stalljunge in das Stift Tepl. 1562 war er Diener des von 1559 bis 1584 amtierenden Abtes des Johann VI. Meyskönig (Mauskönig bzw. Mäusekönig, auch Myšín), der ihn in verschiedenen Wissenschaften und der Tonkunst ausbilden ließ. Johann Lohel war einer der besten Schüler des Gymnasiums und Organist der Stiftskirche. 1573 trat er als Novize in das Prämonstratenserstift Tepl ein, wo er 1575 die einfachen Gelübde ablegte. Anschließend studierte er Rhetorik, Philosophie und Theologie an der Karls-Universität Prag. Ein Jahr später wurde er zum Priester geweiht und war danach Prediger und 1578 Subprior im Stift Tepl.
Noch im selben Jahr wurde er zum Prior der Prämonstratenserabtei Strahov bei Prag berufen und hatte daneben zeitweilig auch die Klosterleitung im Stift Tepl inne. Von 1586 bis 1622 war er Abt von Strahov, und 1587 wurde er zum Generalvikar des Prämonstratenserordens für die böhmische Zirkarie ernannt. Das Kloster Strahov erreichte unter ihm nach der Grundsteinlegung einer Bibliothek eine große Blüte, wodurch es Einfluss und Ansehen erlangte. 
1602 wurde Johann Lohelius zum Weihbischof in Prag ernannt, lehnte dieses Amt jedoch zunächst ab, so dass die Bischofsweihe erst 1605 erfolgen konnte. Stellvertretend für den erkrankten Erzbischof Karl von Lamberg leitete er die Erzdiözese als zielstrebiger Gegenreformator. Wohl deshalb ernannte ihn Papst Paul V. am 14. Mai 1612 zum Koadjutor des Erzbistums Prag mit dem Recht auf Nachfolge auf dem Bischofsstuhl. Als Karl von Lamberg am 18. September 1612 im Kloster Ossegg starb, folgte ihm Jan Lohelius im Amt des Prager Erzbischofs.
In den Jahren 1612–1622 war Lohelius zudem Hochmeister der Kreuzherren mit dem Roten Stern. Er trat entschieden gegenüber dem Protestantismus auf und ließ 1617 die evangelisch-lutherischen Kirchen in Klostergrab und Braunau niederreißen, was einen starken Widerstand der protestantischen Standesherren zur Folge hatte. Die aus der Zeit der Hussitenkriege stammenden Zerstörungen am Veitsdom und am Kloster Strahov wurden während seiner Amtszeit behoben.
Während des Ständeaufstands in Böhmen mit dem Zweiten Prager Fenstersturz am 23. Mai 1618 floh Lohelius nach einem Landesverweis ins Exil. Nach dem Sieg der Habsburger in der Schlacht am Weißen Berg kehrte er nach Prag zurück und begann die Gegenreformation mit der Neuweihe des Veitsdoms am 29. Februar 1621. Seither nahm er Einfluss auf die habsburgisch-katholische Politik in Böhmen. 1622 verbot er für den Bereich seiner Erzdiözese das utraquistische Abendmahl.
Johann Lohelius starb am 2. November 1622 in Prag und wurde in der Klosterkirche Mariä Himmelfahrt im Kloster Strahov beigesetzt.